# اوکراتید یکم
اوکراتید یکم (به یونانی: Ευκρατίδης) نامور به اوکراتید بزرگ (اقراطیدس)، آخرین پادشاه بزرگ دولت یونانی باختر در سده دوم پیش از میلاد بود. وی احتمالاً با انجام یک کودتا و برافکندن سلطنت فرزندان اوتیدم یکم توانست بر باختر مسلط شود و دودمان خود را پایه‌گذاری کند. اوکراتید یکم به احتمالی از طرف مادر دارای تبار سلوکی بود.

## زمامداری

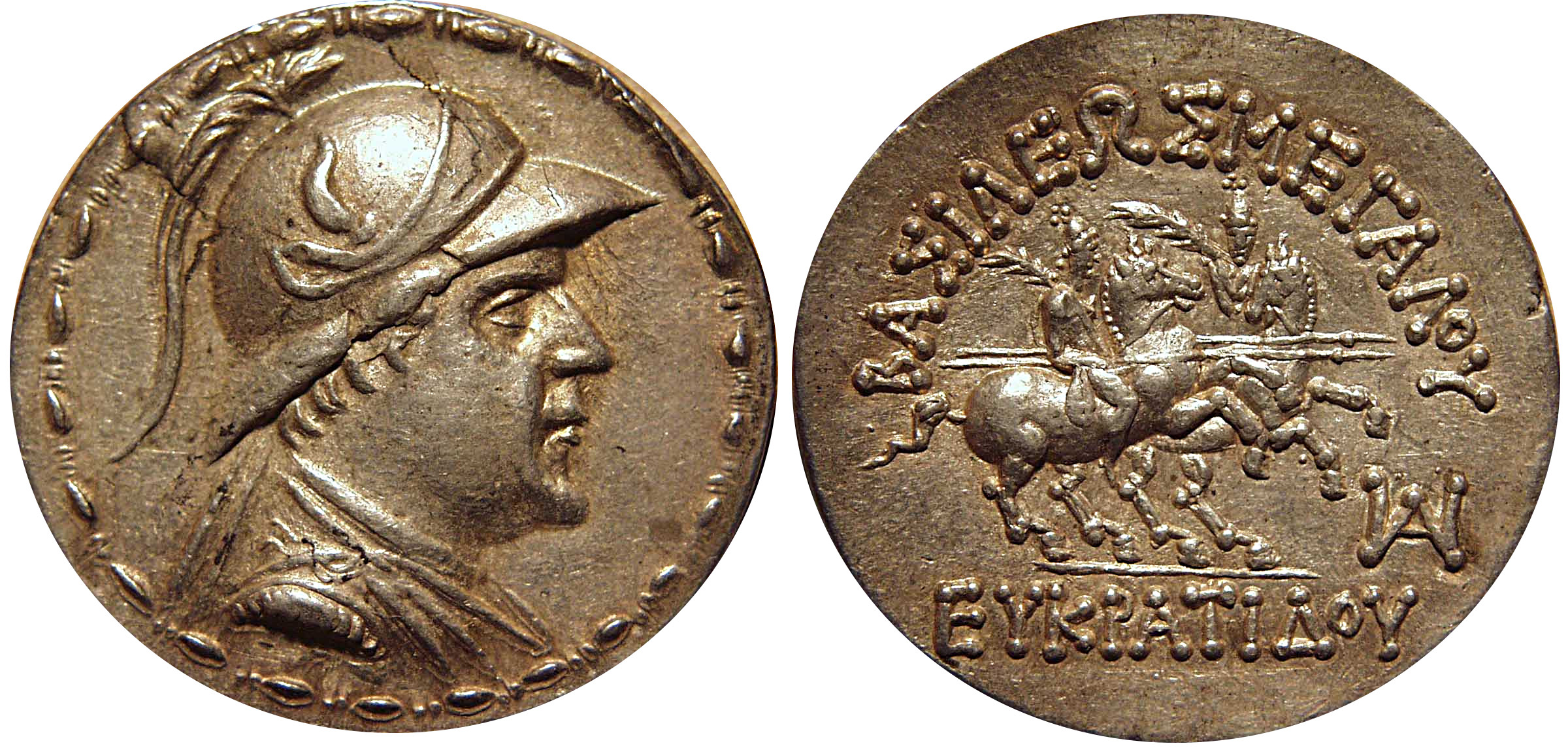
سکه تترادرهم نقره از دوره اوکراتید یکم

تاریخ دقیق به سلطنت رسیدن اوکراتید مشخص نیست. با این حال ژوستین تاریخ‌نگار رومی، آغاز سلطنت وی را تقریباً همزمان با آغاز سلطنت مهرداد یکم اشکانی که در سال ۱۷۱ پ. م به قدرت رسید ثبت کرده‌است. با استناد به همین دلیل بیشتر پژوهشگران آغاز سلطنت اوکراتید یکم را برابر با سال ۱۷۰ پ. م می‌دانند. دربارهٔ مدت سلطنت اوکراتید یکم نیز اختلاف وجود دارد و منابع مختلف مدت سلطنت وی را ۵، ۱۰، ۱۵ و ۲۵ سال تخمین زده‌اند. تخمین ۲۵ سال با توجه به وفور سکه‌های اوکراتید یکم مورد پذیرش بیشتری است. وی آخرین پادشاه یونانی مستقر در آی‌خانم بود و پس از او این شهر از اعتبار ساقط شد.
بیشتر دوره سلطنت اوکراتید یکم به جنگ با مدعیان تاج و تخت و دولت‌های همسایه گذشت. اوکراتید یکم در این راه احتمالاً با چند پادشاه یونانی مستقر در جنوب هندوکش درگیر شد. ژوستین تنها از پادشاهی به نام دمتریوس یاد می‌کند که اوکراتید و یارانش را حدود پنج‌ماه در دژی تحت محاصره قرار داد، اما درنهایت شکست خورد. اوکراتید یکم در پایان سلطنت خود موفق به فتح گنداره و پاروپامیز و به سلطه درآوردن دولت یونانی هند شد. وی سرانجام پس از کامیابی‌های نظامی در هند و در راه بازگشت به باختر به دست یکی از پسرانش به طرز فجیعی کشته شد. ژوستین نام پسر را بیان نمی‌کند اما واقعه رخ‌داده را اینگونه شرح می‌دهد:
پسر اوکراتید که در اداره کردن کشور شریک اوکراتید بود، بی‌اینکه پدرکشی خود را پنهان کند، چرخ‌های ارابه خود را با خون پدر رنگین کرد، مانند اینکه دشمنی را کشته باشد و حتی جسد پدر را دفن نکرد.— ژوستین

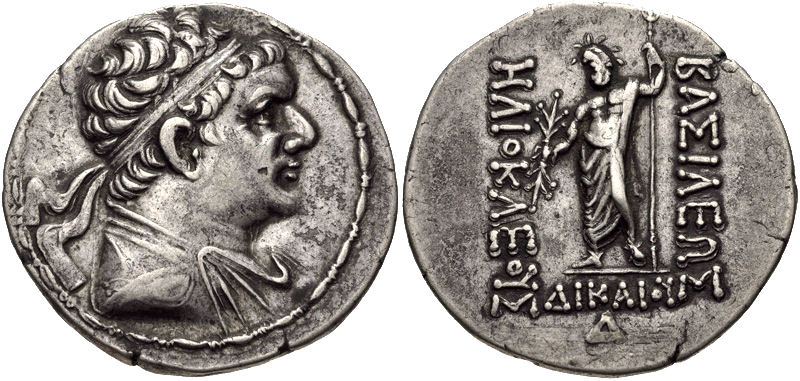
سکه تترادرهم نقره از دوره هلی‌اکل یکم

با مرگ اوکراتید دولت یونانی باختر دچار فروپاشی شد. هلی‌اکل یکم ملقب به دادگر (Δίκαιος)، واپسین پادشاه یونانی باختر و فرزند اوکراتید یکم بود که تا ۱۳۰ پ. م سلطنت کرد و سرانجام قلمرواش به تصرف قبایل یوئه‌چی و سکاها درآمد. پیش از آغاز یورش مهاجمان کوچ‌نشین و در زمان حیات اوکراتید یکم، مهرداد یکم با استفاده از ضعف یونانیان باختر که ناشی از ستیز طولانی با یونانیان هند بود، توانست بخش بزرگی از قلمروی آنان شامل تپوریه و تراکسیان را تا سال ۱۶۰ پ. م به تصرف خود درآورد.

## میراث

نقش رایج در پشت سکه‌های اوکراتید یکم (دیئوسکوری)، روی نشان بانک مرکزی افغانستان. در پیرامون دیئوسکوری، عبارتی با عنوان «از شاه بزرگ اوکراتید» (ΒΑΣΙΛΕΩΣ ΜΕΓΑΛΟΥ ΕΥΚΡΑΤΙΔΟΥ)، قرار دارد. دو شاخ نعمت نیز در پایین تصویر نشان دیده می‌شوند.

اوکراتید یکم اقدام به ایجاد گونه جدیدی از سکه‌ها کرد و آن‌ها را در سطح قلمروی خود رواج داد. یافتن سکه‌های این پادشاه در خاورمیانه و سواحل دریای سیاه نشان‌دهنده رواج این سکه‌ها در کار تجارت است. سکه‌های اوکراتید نه تنها در دوره خودش، بلکه تا مدت‌ها پس از مرگ او و تا آغاز نخستین سال‌های گاه‌شماری مسیحی، توسط حاکمان قبایل کوچ‌نشین در شمال آمودریا ضرب می‌شدند. اوکراتید یکم همچنین اقدام به بنای شهر جدیدی به نام اوکراتیدیه (شهر اوکراتید) کرد که امروزه مکان آن نامشخص است. آخرین مرحله از تزئینات کاخ سلطنتی آی‌خانم نیز احتمالاً در زمان این پادشاه صورت گرفت. در بخش خزانه این کاخ اشیایی با منشأ هندی یافت شده که ممکن است از غنائمی باشند که این پادشاه طی نبردهایش از هند به باختر آورد.

## سکه‌شناسی
چهره اوکراتید روی نخستین سری سکه‌هایش با یک دیهیم ترسیم شده و عنوانش نیز به صورت «شاه اوکراتید» (ΒΑΣΙΛΕΩΣ ΕΥΚΡΑΤΙΔΟΥ) نگاشته شده‌است. در دو سری بعدی سکه‌های اوکراتید اما چهره او با کلاه‌خودی بر سر ترسیم شده و به عنوانش نیز لقب «بزرگ» (ΜΕΓΑΣ) افزوده شده‌است. همچنین بر سکه‌هایی که برای یادبود دودمان اوکراتید ضرب شده‌اند نقش هلی‌اکل و لائودیکه، پدر و مادر اوکراتید دیده می‌شوند. مادر اوکراتید روی این سکه‌ها دارای دیهیم است که این مورد نشان‌دهنده تبار شاهی وی است. مشهورترین سکه اوکراتید اما یک سکه ۲۰ استاتر با وزن ۱۶۹٫۲ گرم و قطر ۵۸ میلی‌متر است که بزرگ‌ترین سکه مربوط به تاریخ باستان محسوب می‌شود.
نقش رایج در پشت سکه‌های اوکراتید دیئوسکوری است که با نیزه و سوار بر اسب در حال تاختن دیده می‌شوند. وجود این نقش در پشت سکه‌های اوکراتید احتمالاً نشان از قدردانی او از سواره نظام باختری که در پیروزهایش نقش بزرگی داشتند بوده‌است.
سکه‌هایی با استاندارد سکه‌های هندی نیز از دوره اوکراتید یکم یافت شده‌اند. بیشتر سکه‌های این گونه از جنس برنز و تعداد کمی نیز از جنس نقره هستند. تفاوت این سکه‌ها با سکه‌های گونه باختری در شکل و زبان مورد استفاده است. سکه‌های باختری دایره‌ای‌شکل هستند و تنها به زبان یونانی روی آن‌ها نوشته شده‌است؛ درحالی که سکه‌های هندی مربع‌شکل بوده و نوشته‌های آن‌ها به دو زبان یونانی و پالی است.
دو سری سکه از پادشاهی هم‌نام با اوکراتید یکم باقی‌مانده که خود را در سکه‌هایش با عنوان‌های «شاه اوکراتید» و «شاه اوکراتید ناجی» معرفی می‌کند. در سکه‌های این پادشاه به جای نقش دیئوسکوری نقش آپولون وجود دارد. این پادشاه را با نام اوکراتید دوم می‌شناسند و از او به‌جز شواهد سکه‌شناسی، مدرک دیگری در دسترس نیست. با توجه به تخمین‌ها، اوکراتید دوم میان سال‌های ۱۴۵ تا ۱۴۰ پ. م حکومت کرده و احتمالاً یکی از فرزندان یا دست‌کم یکی از خویشاوندان نزدیک اوکراتید یکم بوده‌است.

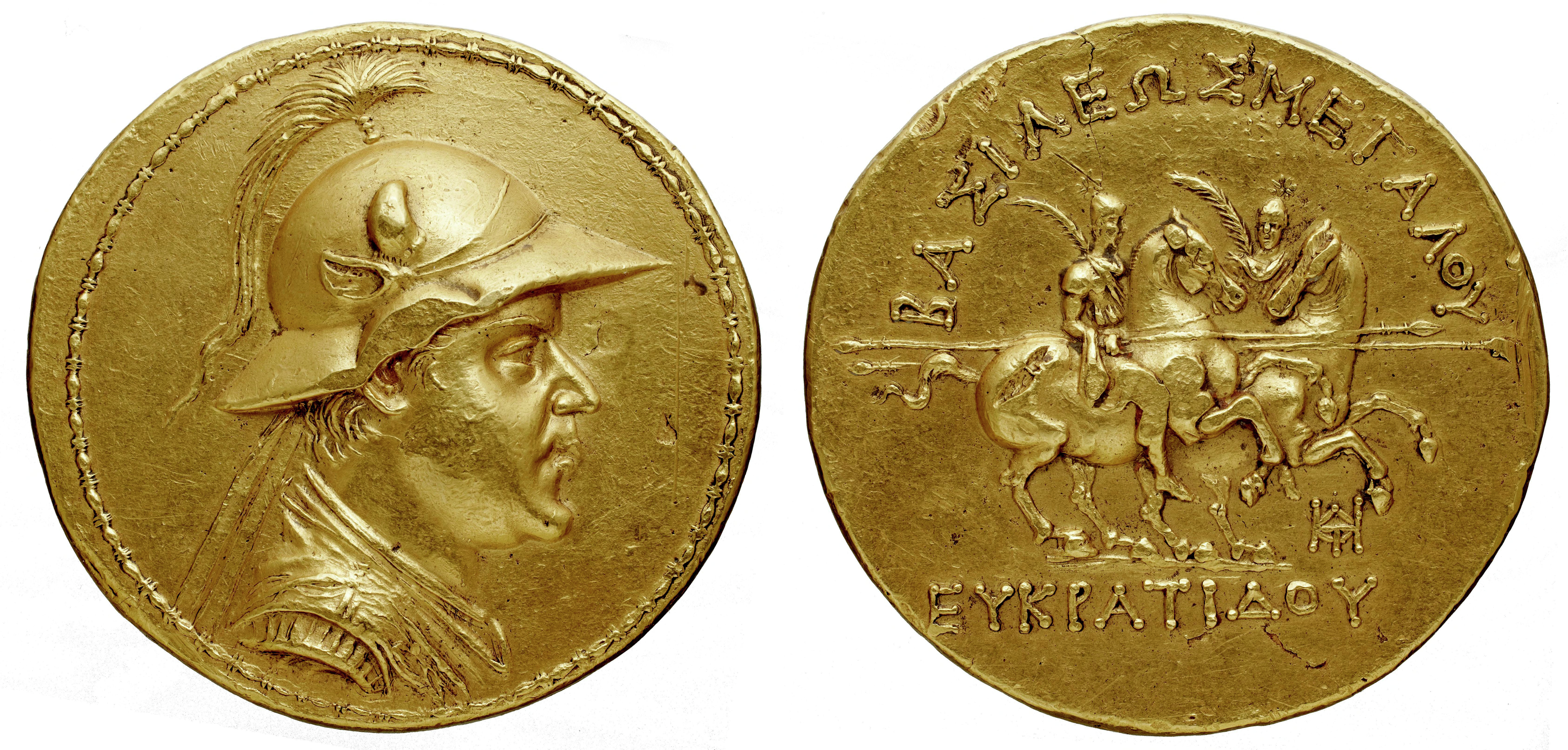
سکه ۲۰ استاتر طلا از دوره اوکراتید یکم که با ۱۶۹٫۲ گرم وزن و ۵۸ میلی‌متر قطر، بزرگ‌ترین سکه مربوط به دوران باستان محسوب می‌شود. این سکه در بخارا کشف شده و امروزه در بخش کابینه مدال‌های کتابخانه ملی فرانسه نگهداری می‌شود.
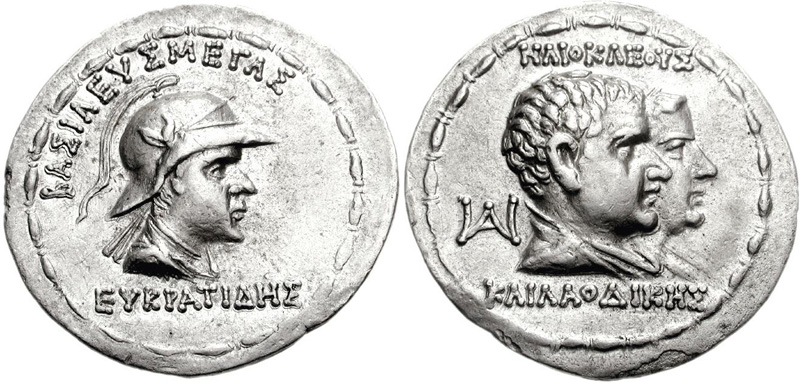
سکه یادبود دودمانی از اوکراتید یکم، در یک سوی این سکه نقش اوکراتید و در سوی دیگر نقش پدر و مادر وی (هلی‌اکل و لائودیکه) دیده می‌شودند.
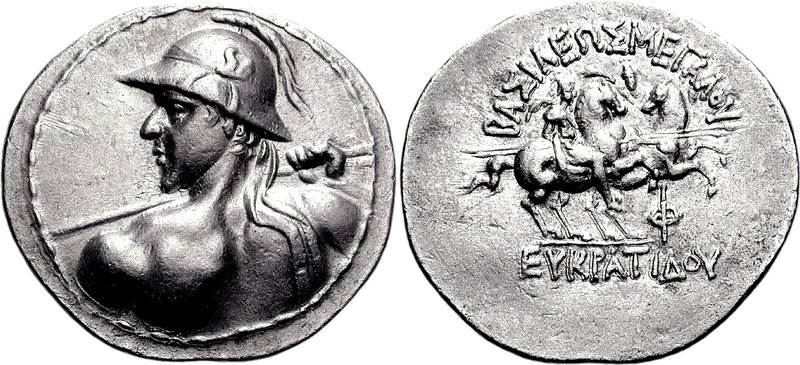
تترادرهم با نقش اوکراتید یکم در حال پرتاب زوبین. این نوع از به تصویر کشیدن پادشاه از ابتکارات اوکراتید یکم بود که توسط پادشاهان یونانی هند نیز استفاده شد.
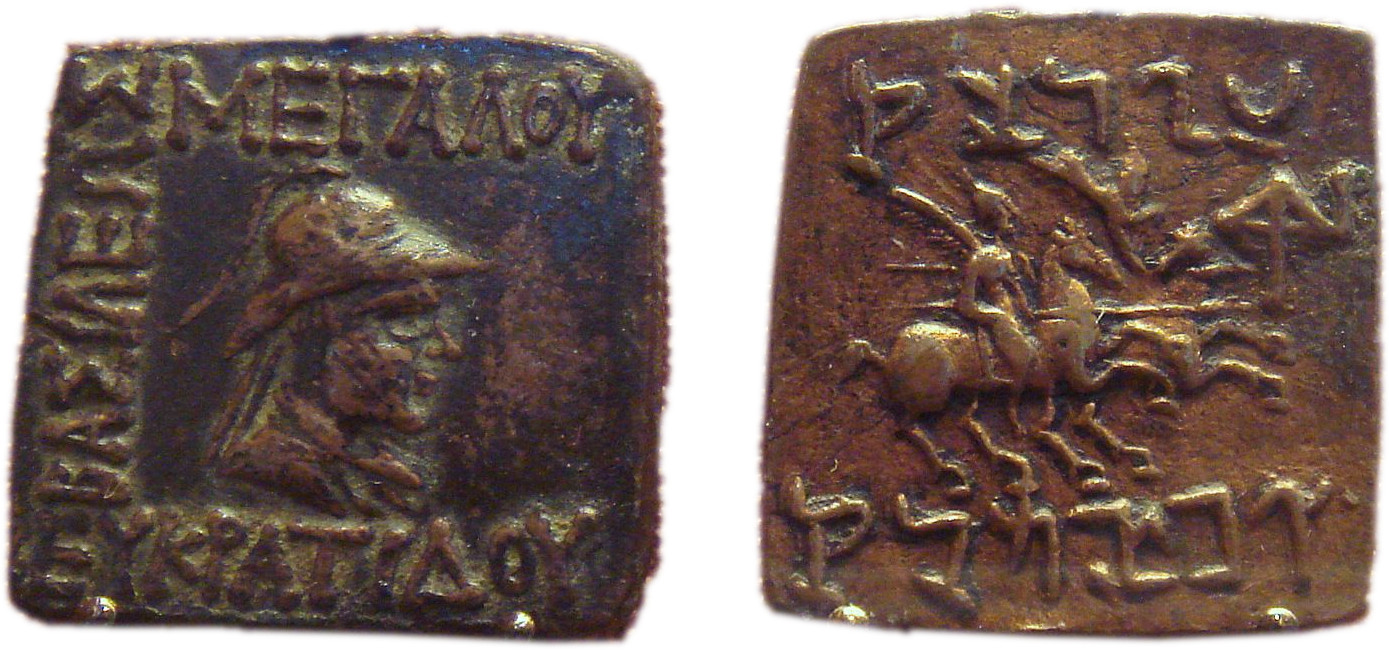
سکه برنزی اوکراتید یکم با استاندارد سکه‌های هندی و دارای نوشته‌هایی به دو زبان یونانی و پالی.
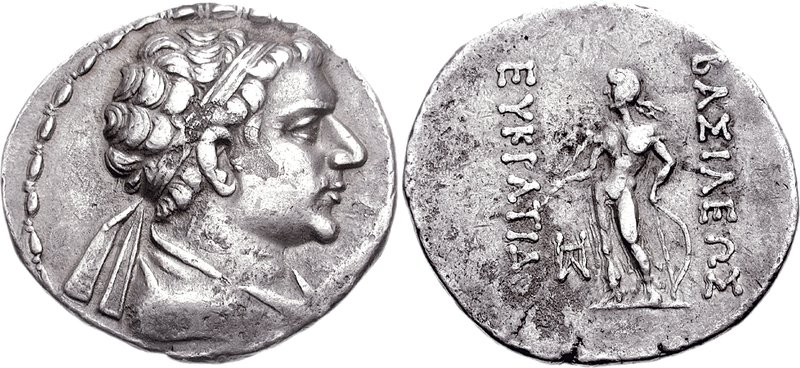
سکه اوکراتید دوم ملقب به ناجی (Σωτήρ). پشت این سکه نقشی از آپولون به‌همراه عبارت «از شاه اوکراتید» (ΒΑΣΙΛΕΩΣ ΕΥΚΡΑΤΙΔΟΥ) دیده می‌شود.
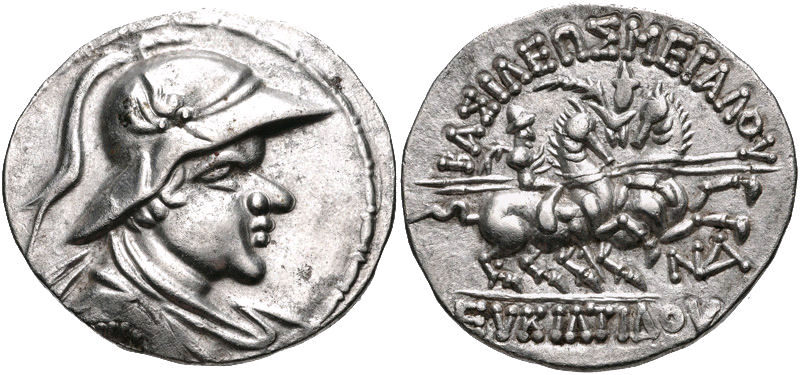
کپی سکایی از سکه‌های اوکراتید یکم که قدمتش به حدود سده دوم پیش از میلاد بازمی‌گردد.